# Tyranninae
Tyranninae es una subfamilia de aves paseriformes de la familia Tyrannidae, cuyas especies se distribuyen ampliamente por las Américas.

## Sistemática
La subfamilia Tyranninae deriva de la familia Tyrannidae que fue introducida por el zoólogo irlandés Nicholas Aylward Vigors en 1825 en una clasificación científica de aves. El género tipo es Tyrannus Lacépède, 1799.

### Taxonomía
Los amplios estudios genético-moleculares realizados por Tello et al. (2009) descubrieron una cantidad de relaciones novedosas dentro de la familia Tyrannidae que todavía no están reflejadas en la mayoría de las clasificaciones. Siguiendo estos estudios, Ohlson et al. (2013) propusieron una nueva organización y división de la familia  Tyrannidae, que según el ordenamiento propuesto se divide en las subfamilias Tyranninae, Hirundineinae Tello, Moyle, Marchese & Cracraft, 2009, Muscigrallinae Ohlson, Irestedt, Ericson & Fjeldså, 2013, Elaeniinae Cabanis & Heine, 1859-60 y Fluvicolinae, Swainson, 1832-33.

## Tribus y géneros
Según el ordenamiento propuesto, la presente subfamilia agrupa a las siguientes tribus y géneros:
- - Attila
  - Legatus
  - Ramphotrigon (incluye Deltarhynchus

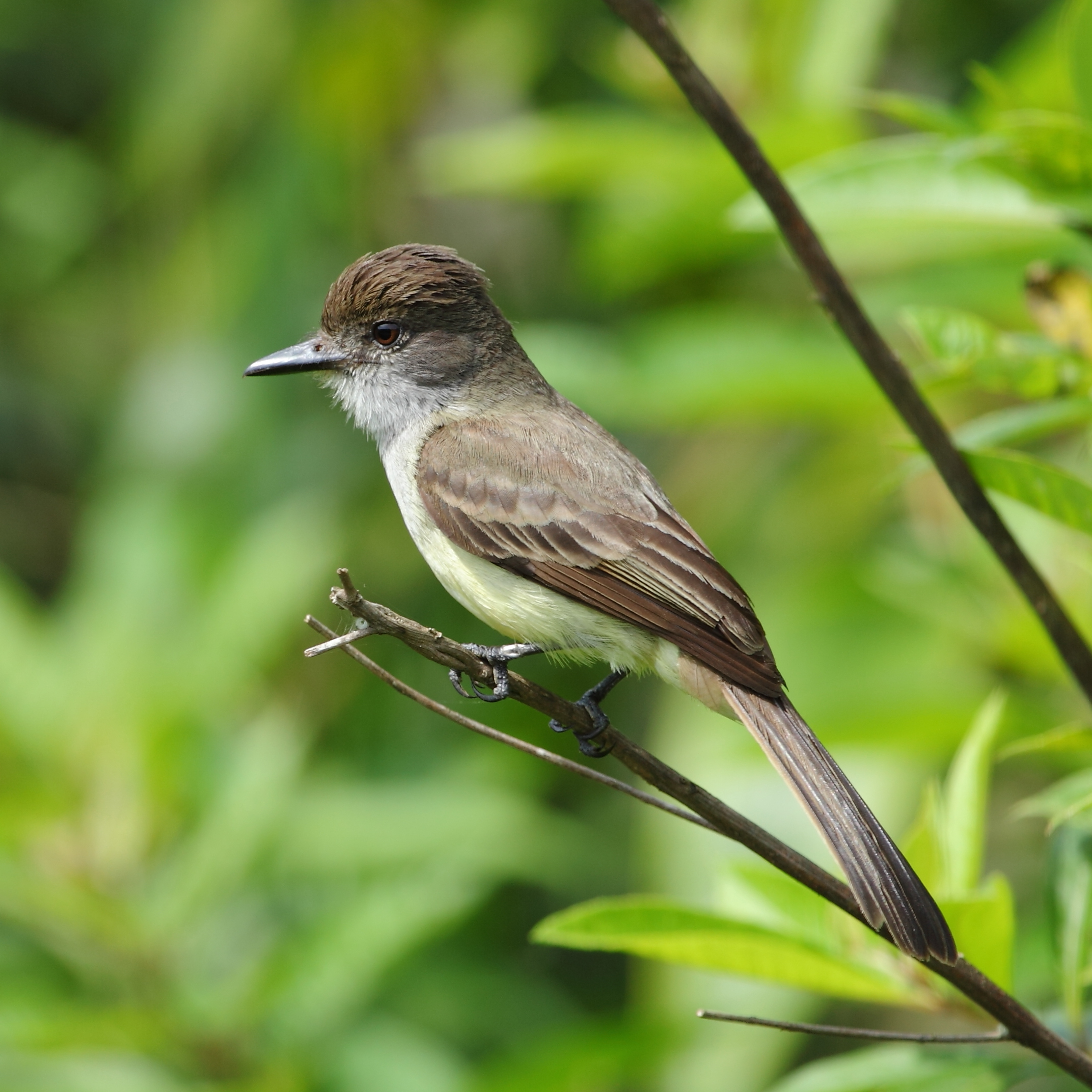
Myiarchus ferox

- Tyrannini Vigors, 1825
  - Pitangus (incluye Philohydor)
  - Machetornis
  - Tyrannopsis
  - Megarynchus
  - Myiodynastes
  - Conopias (provisoriamente)
  - Phelpsia (provisoriamente)
  - Myiozetetes
  - Empidonomus
  - Griseotyrannus
  - Tyrannus

- Myiarchini Hellmayr, 1927

- - Casiornis
  - Sirystes
  - Rhytipterna
  - Myiarchus